# Виллемос, Петер
Петер Виллемос (дат. Peter Willemoes; 11 мая 1783, Ассенс, остров Фюн, Дания — 22 марта 1808, близ Зеландии) — датский морской офицер. Герой Копенгагенского сражения.

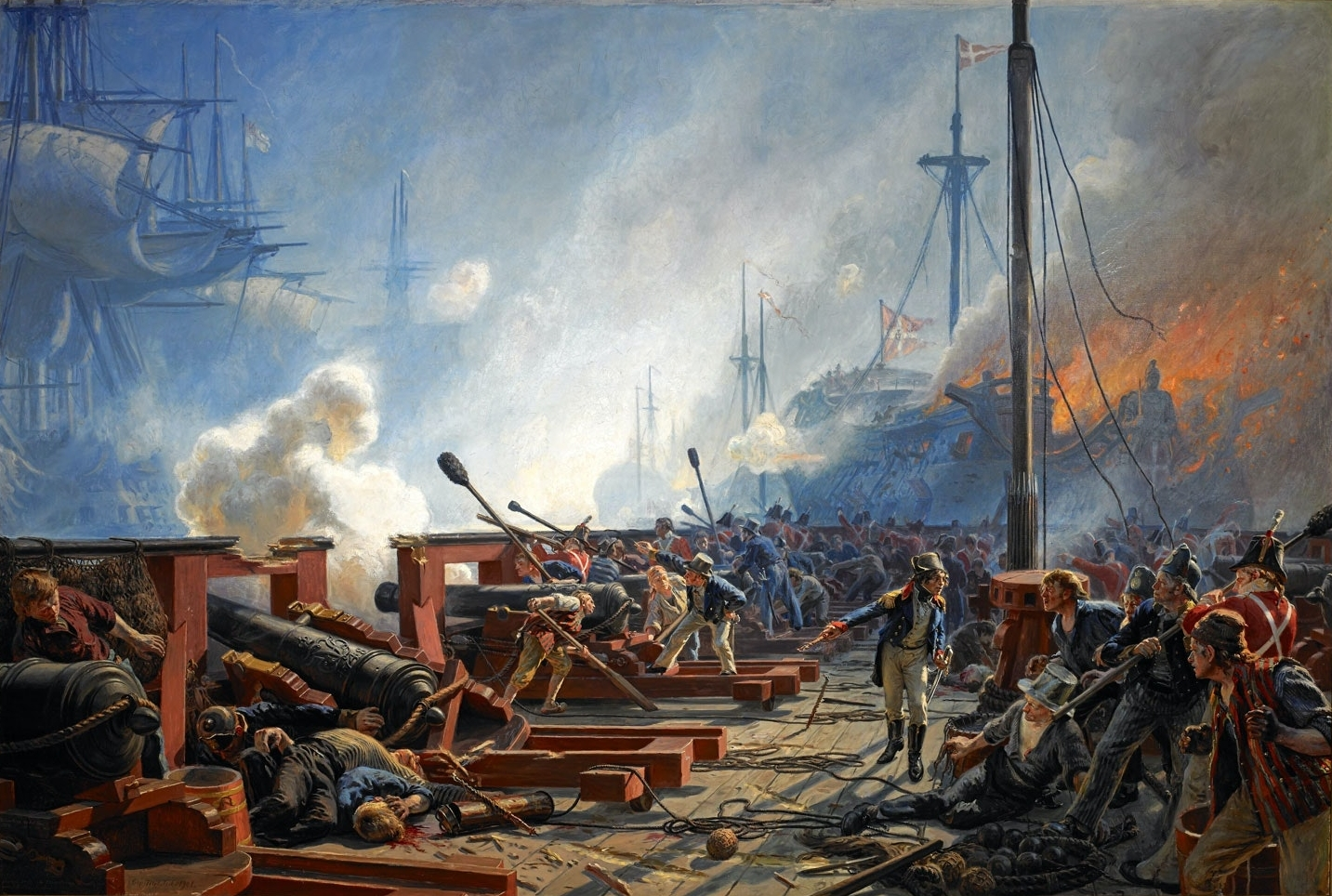
Картина «П. Виллемос во время Копенгагенского сражения. 1801»

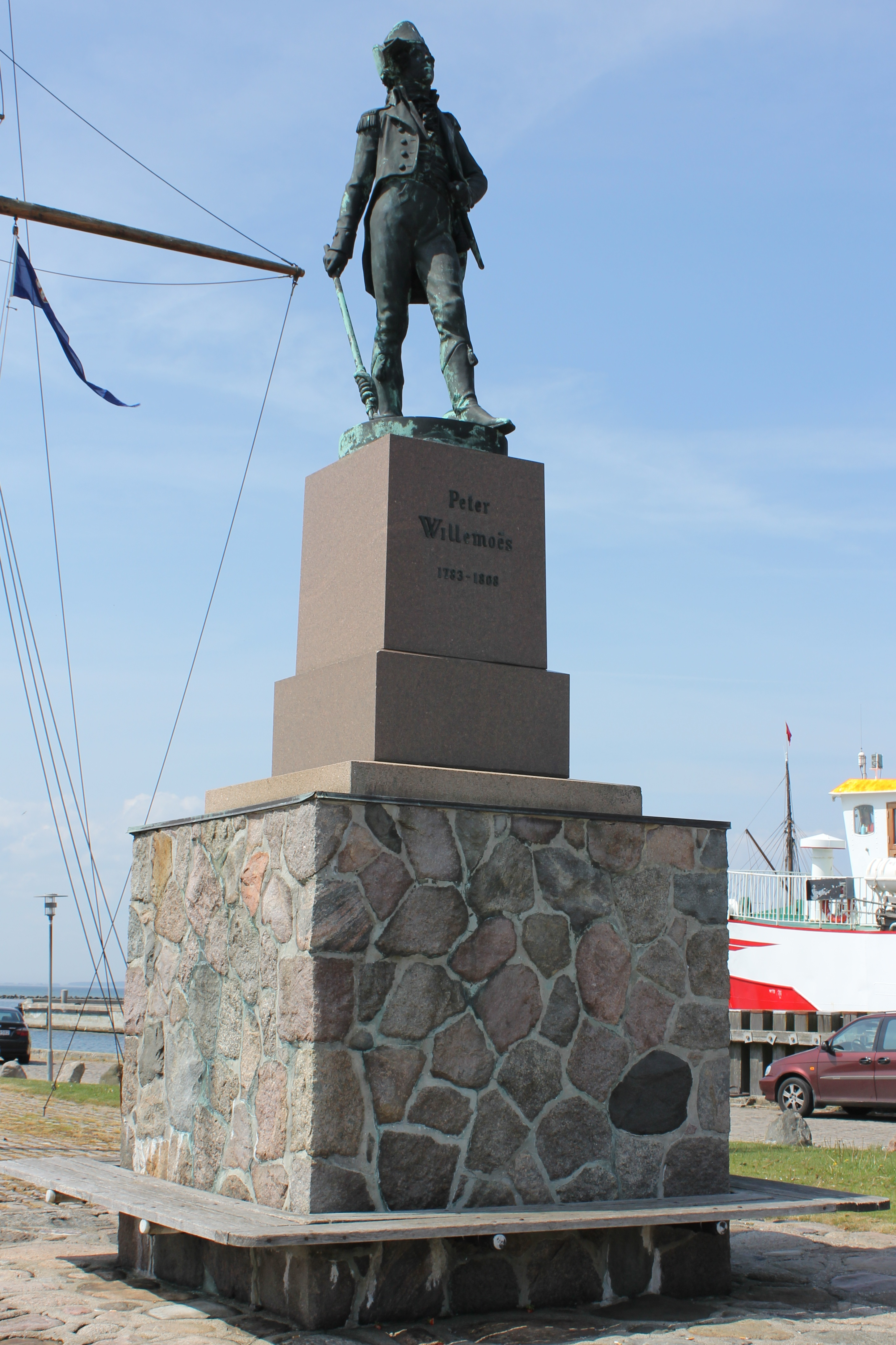
Памятник П. Виллемосу в г. Ассенс

## Биография
С 12 лет обучался в Военно-морском кадетском училище. В 1800 году получил первый офицерский чин. Вторым лейтенантом нёс службу на линейных кораблях «Louise Augusta» и «Danmark».
В сражении на копенгагенском рейде 2 апреля 1801 года 18-летнему П. Виллемосу, командовавшему плавучей батареей из 24 орудий, пришлось выдержать борьбу с 2 английскими кораблями «Elephant» и «Gang» под командованием самого адмирала Нельсона. После полуторачасового боя П. Виллемос был вынужден вывести батарею из зоны боевых действий.
Адмирал Нельсон, восхищенный его геройской защитой, написал письмо наследному принцу датскому, в котором просил о награде для храброго юноши.
В дальнейшем П. Виллемос находился на российской службе, но в 1807 году вернулся на родину после вторжения британского флота.
Нашёл славную смерть на палубе корабля «Принц Кристиан» в сражении 22 марта 1808 года.

## Память
Память П. Виллемоса увековечена прекрасным, ставшим любимой народной песней, стихотворением датского поэта Грундвига, пьесой драматурга Л. К. Нильсена и памятником в родном городе.
В ряде городов Дании, в том числе Копенгагене, Орхусе, Ольборге, Эсбьерге и других, его именем названы улицы.